# Кушетка Рекамье

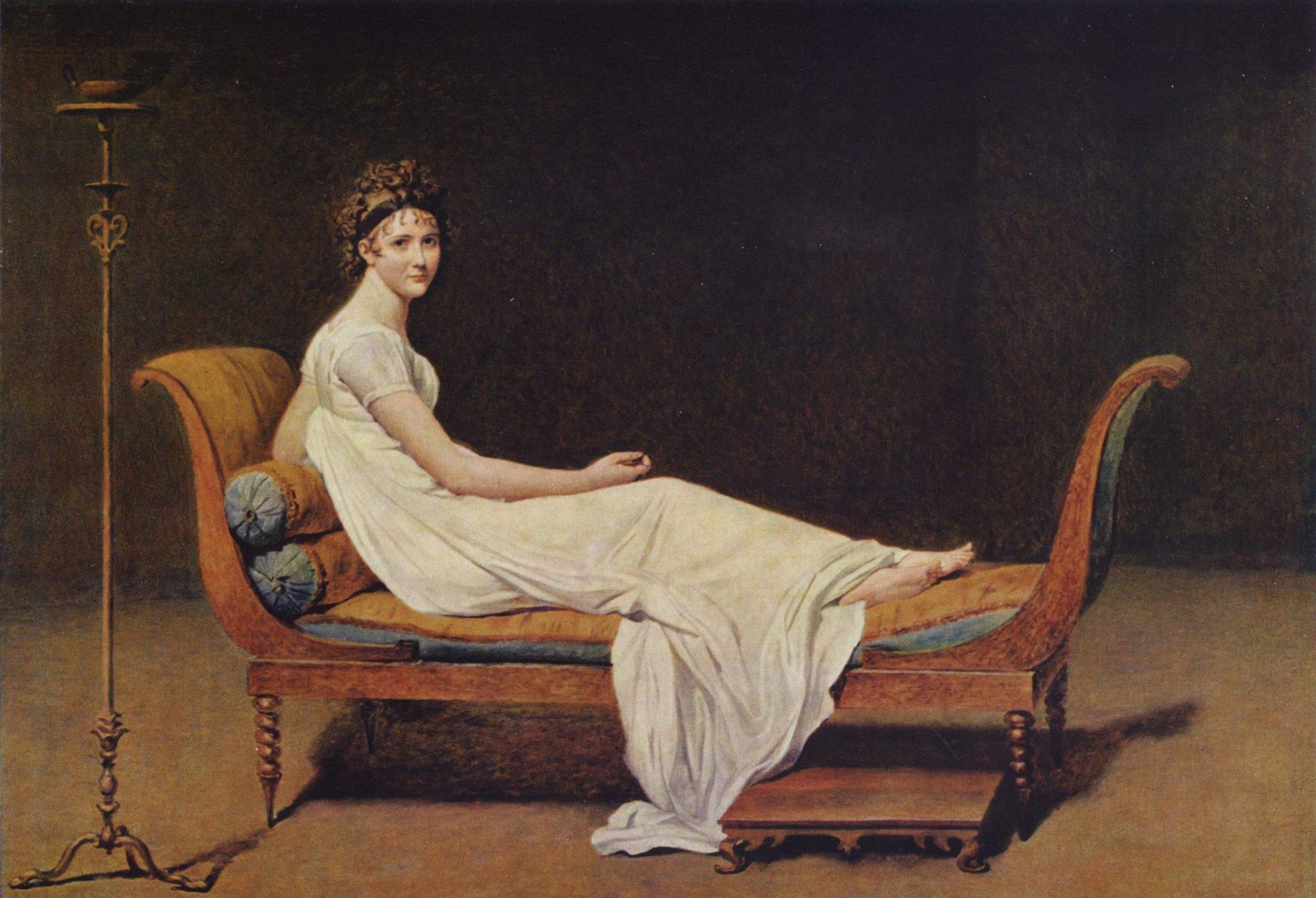
Жак Луи Давид. Портрет мадам Рекамье. 1800. Холст, масло. Лувр, Париж

Кушетка Рекамье́ или Рекамье (от имени собственного фр. Récamière) — кушетка с двумя одинаковыми изогнутыми наружу высокими спинками в изголовье и изножье.
Также «Рекамье» называется мебель для сидения, которая не имеет полной спинки или полноценных боковых сидений; или же это предмет мебели, снабженный спинкой, подлокотники которой только обозначены.
Несмотря на наличие чёткого определения кушетки в межгосударственном ГОСТе, под кушеткой Рекамье часто ошибочно подразумевают кушетку иного образца — одностороннюю классическую кушетку.

## История
Название появилось благодаря портрету французской писательницы Жюли Рекамье (1777—1849), созданному французским живописцем Жаком Луи Давидом в 1800 году.
Сам же тип кушетки возник на пороге XIX века и конструктивно произошёл от шезлонга. Изначально представлял собой лежак без спинки, но с изогнутыми подлокотниками одинаковой высоты.

## Галерея

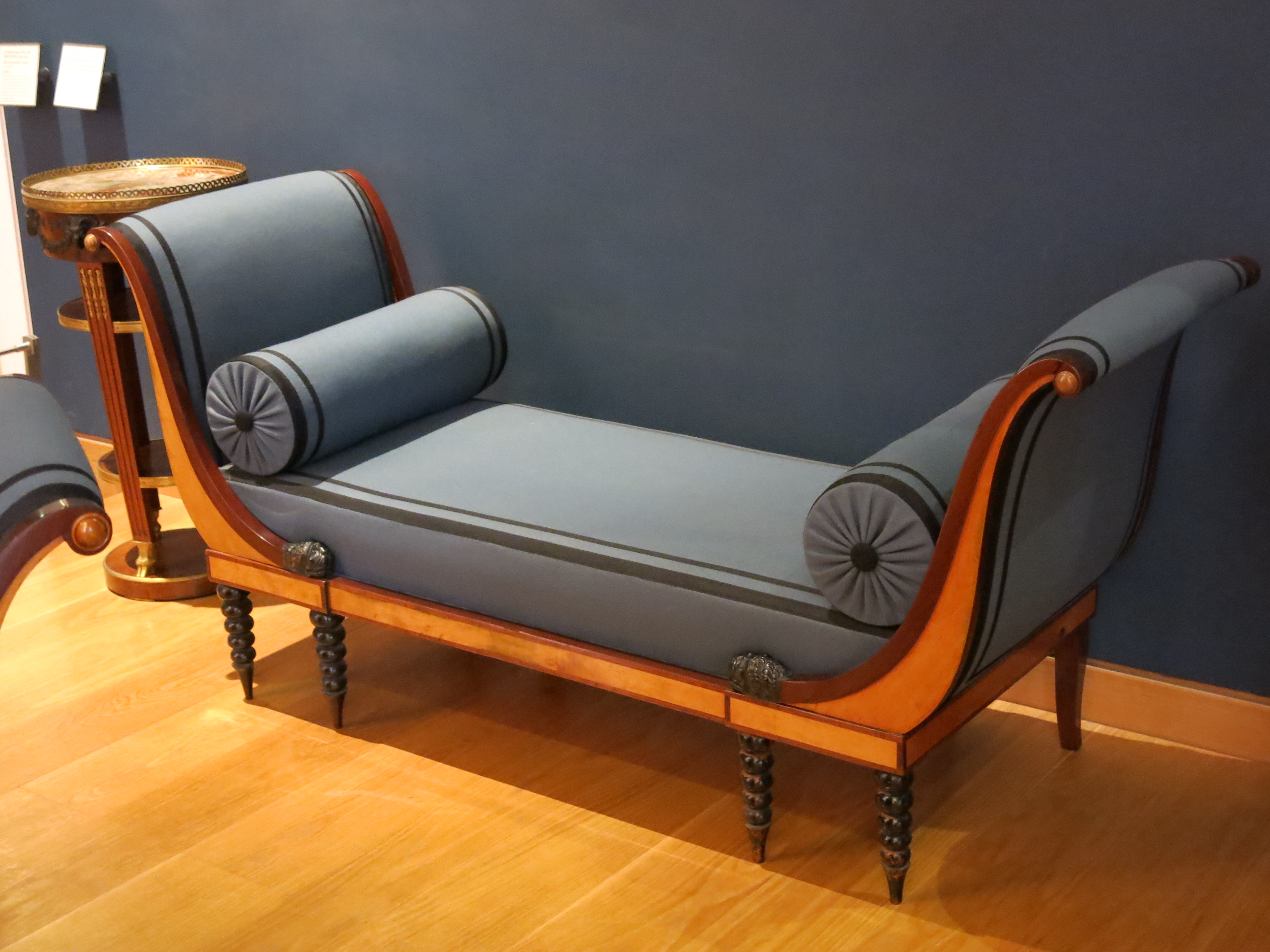
Кушетка Рекамье в гостиной мадам Рекамье. Братья Джейкоб, около 1798 года. Лувр
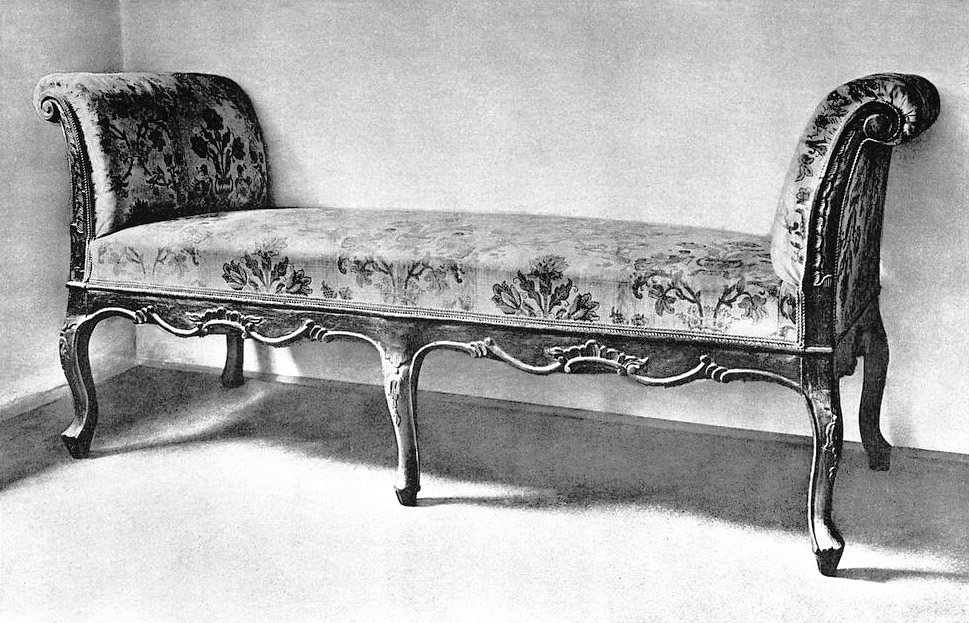
Кушетка Рекамье стиля терезианства и иосифинизма в Вене. Издание «Scholl Verlag», 1912 год
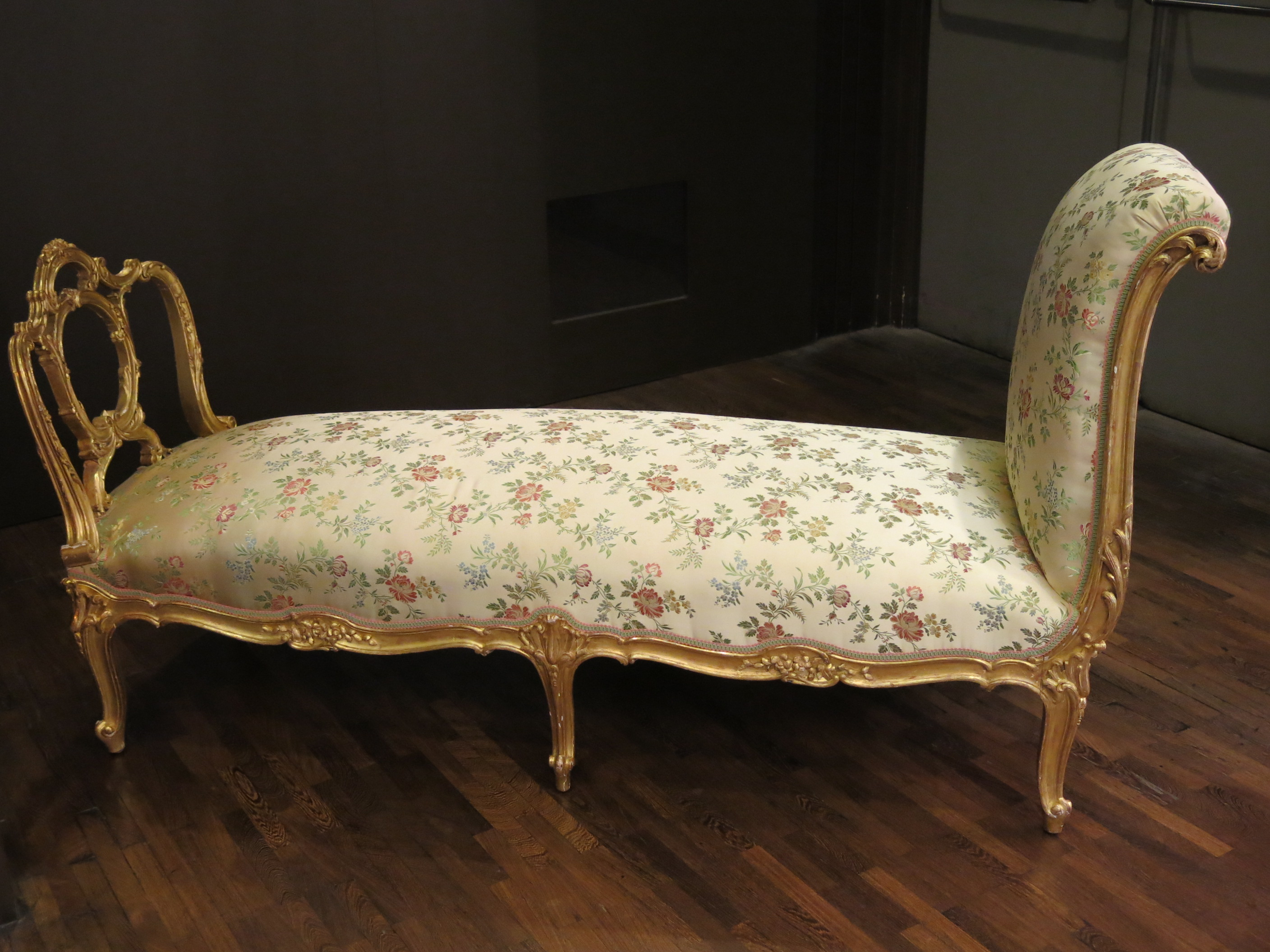
Кушетка Рекамье на продаже в «Louvre des Antiquaires» (Париж), 2014
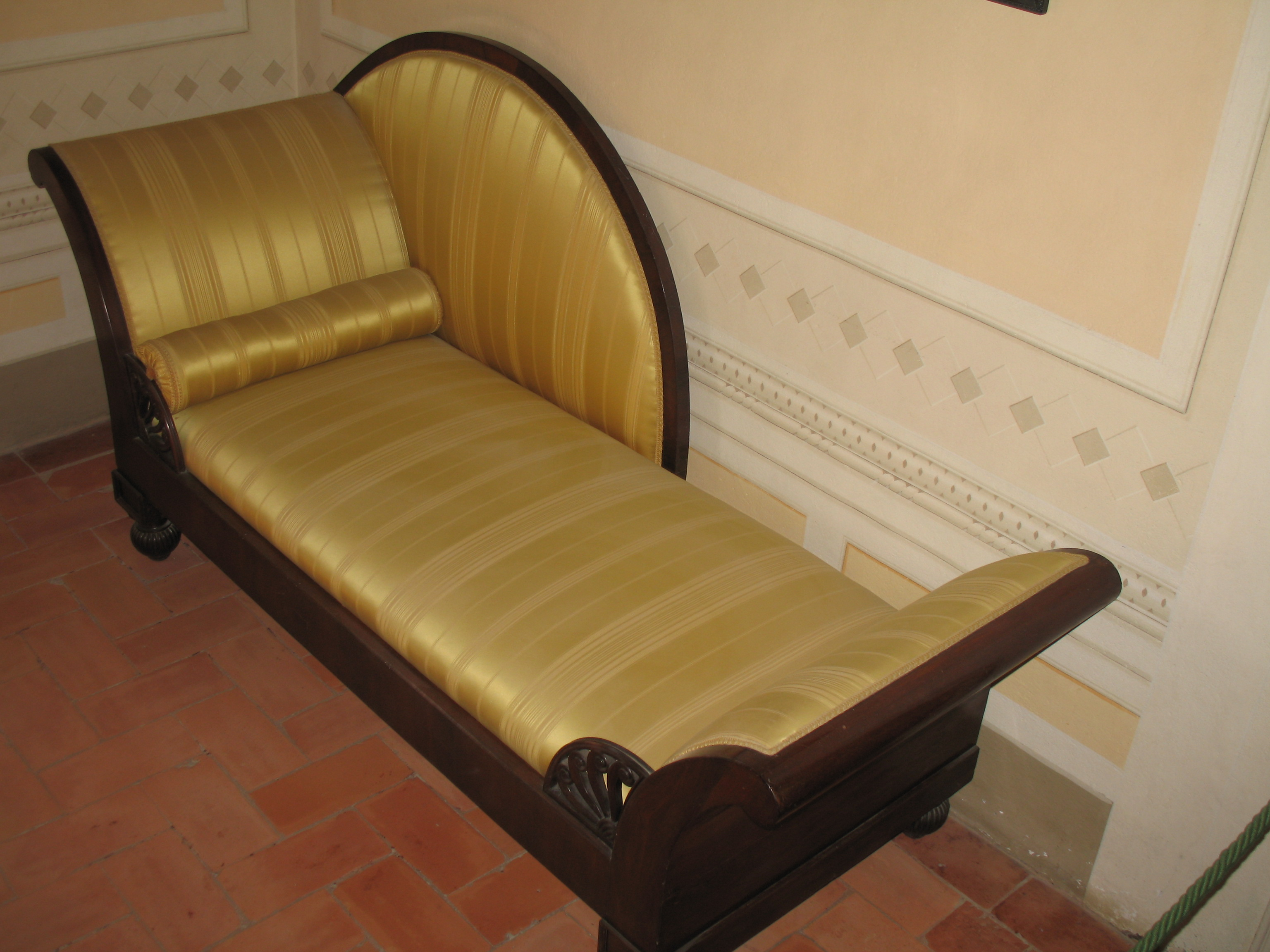
Кушетка Рекамье. Остров Эльба, комплекс Вилла-ди-Сан-Мартино, Портоферрайо